# Hoài Tân, Tín Dương
Hoài Tân (chữ Hán giản thể: 淮滨县, Hán Việt: Hoài Tân huyện) là một huyện của địa cấp thị Tín Dương, tỉnh Hà Nam, Cộng hòa Nhân dân Trung Hoa. Huyện này có diện tích 1192 km2, dân số năm 2002 là 660.000 người. Huyện lỵ đóng tại trấn Thành Quan.
Huyện Hoài Tân được chia ra các đơn vị hành chính:
- Trấn: Thành Quan, Lan Can, Phòng Hồ, Tân Lý, Mã Tập, Kỳ Tư và Triệu Tập.
- Hương: Đài Đầu, Vương Gia Cương, Cố Thành, Tam Không Kiều, Trương Lý, Lô Tập, Đặng Loan, Trương Trang, Vương Điếm và Cốc Đôi.